# Idiastion pacificum
Idiastion pacificum är en fiskart som beskrevs av Ishida och Amaoka 1992. Idiastion pacificum ingår i släktet Idiastion och familjen Scorpaenidae. Inga underarter finns listade i Catalogue of Life.